# Zamek Królewski w Sanoku
Zamek Królewski w Sanoku – zamek sięgający swoją historią średniowiecza, obecnie będący siedzibą Muzeum Historycznego, znajdujący się przy ulicy Zamkowej w Sanoku, w drugiej połowie XVII wieku należał do starostwa sanockiego.

## Historia

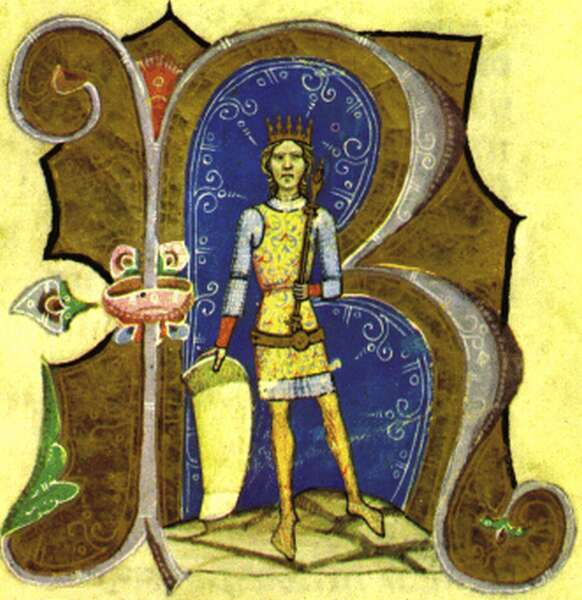
Gejza II król Węgier

Najstarsza wzmianka o grodzie w Sanoku pochodzi z roku 1150 i została spisana w ruskim Kodeksie Hipackim. Ruski kronikarz wspomina w niej o wyprawie króla Gejzy II na Ruś podczas której zajął grody Sanok i Przemyśl. Obecny zamek położony jest na wzgórzu 317 m n.p.m. nad stromym zboczem od strony wschodniej u podnóża którego przepływała rzeka San, obecnie Potok Płowiecki. Prowadzone prace archeologiczne potwierdziły istnienie wczesnośredniowiecznego grodu obronnego na północnej stronie wzgórza zamkowego.

### 1339–1772

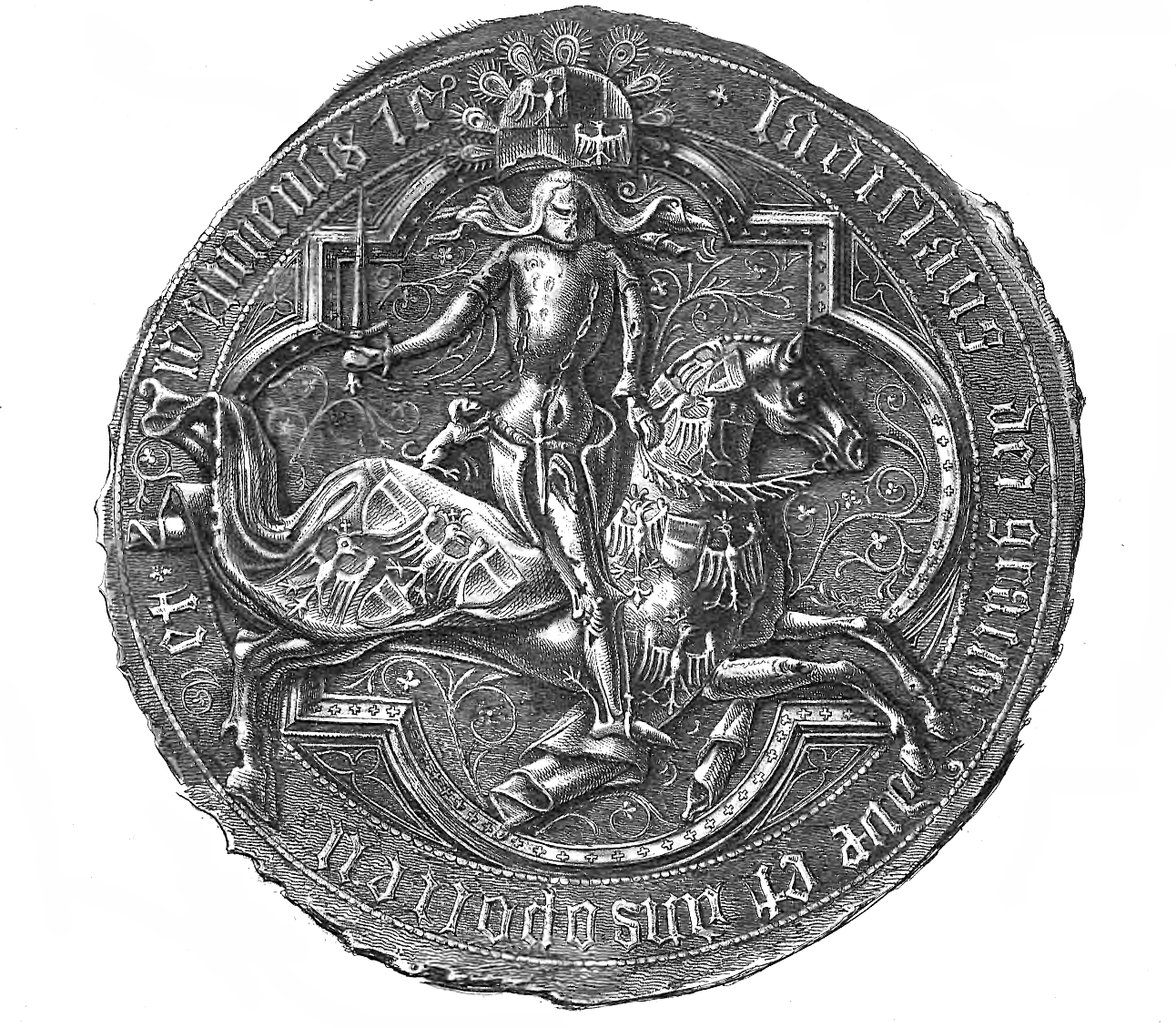
Pieczęć konna Władysława Opolczyka z 1378

W 1339 roku piastowski książę Bolesław Jerzy Trojdenowicz wydał przywilej, w którym nadał Sanokowi prawo miejskie magdeburskie. W czasach piastowskich po odzyskaniu przez króla Kazimierza Wielkiego Grodów Czerwieńskich, na obecnym wzgórzu zamkowym stał prawdopodobnie drewniany gród otoczony następnie murem obronnym. Król w okresie swojego panowania gościł na sanockim zamku trzykrotnie. Kilkakrotnie przebywał w Sanoku książę Władysław Opolczyk, fundator klasztoru franciszkanów w tym mieście. Następnie w okresie panowania króla Władysława Jagiełły, na sanockim zamku 2 maja 1417 odbyła się królewska uczta weselna z nowo poślubioną wybranką księżniczką Elżbietą Granowską. Dla kolejnej królowej Zofii zamek sanocki był jej ostatnim domem aż do śmierci w roku 1461. Od czasów króla Władysława Jagiełły zamek królewski w Sanoku stanowił już oprawę małżonek królewskich. Kolejną władczynią zamku była Bona Sforza małżonka króla Zygmunta I Starego, która nigdy w Sanoku nie przebywała, natomiast z jej polecenia marszałek Mikołaj Wolski przebudował gotycki sanocki zamek na styl renesansowy. Prace budowlane trwały w latach 1523–1548, w tym też czasie została rozebrana istniejąca na zamku prawosławna cerkiew pw. św. Dymitra wzmiankowana w roku 1435. W 2005 roku archeolodzy odkryli w miejscu pozostałości przycerkiewnego cmentarza.
W latach 1555–1556 zamek był siedzibą królowej Izabeli Jagiellonki po jej ucieczce z Węgier. Od początku XV do połowy XVI wieku na zamku miał siedzibę Urząd Grodzki ze starostą oraz sądy: grodzki, ziemski i sąd wyższy prawa niemieckiego (magdeburskiego). Zamek był dwukondygnacyjny, w piwnicach odbywały się posiedzenia sądów, natomiast 2 górne piętra przeznaczone były dla oficjalistów. Obok stała wieża w której odbywali kary skazani za przewinienia. Akta grodzkie trzymano w osobnym budynku obok mostu. Na zamku swoje urzędy sprawowali starostowie oraz kasztelani sanoccy. Pod koniec XVI wieku zamek uległ dalszej rozbudowie, dobudowane zostało wówczas skrzydło południowe. Na przełomie XVII/XVIII wieku dobudowano skrzydło północne.

### 1772–1939

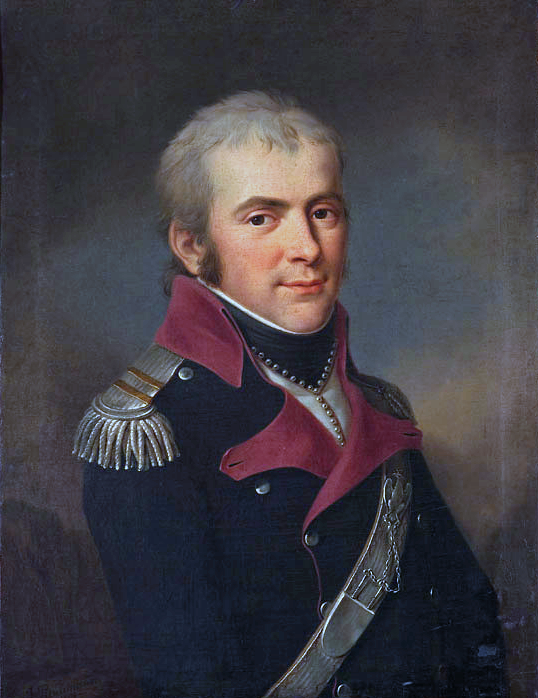
Franciszek Ksawery Krasicki, obrońca zamku sanockiego w 1809 roku, portret pędzla Józefa Pitschmanna z lat 1794–1806

Ostatnia obrona zamku miała miejsce w roku 1809 w okresie wojen napoleońskich, w czasie której męstwem odznaczył się Franciszek Ksawery Krasicki, ostatni obrońca zamku, który fortelem powstrzymał nacierające oddziały austriackie. W okresie zaborów zamek był również siedzibą urzędu obwodu sanockiego, potem starostwa powiatu sanockiego. Upadek zamku nastąpił pod koniec XIX oraz na początku XX wieku. W 1915 po inwazji rosyjskiej, rozebrane zostało skrzydło południowe. Od tego okresu do 2010 zamek zachował się w niezmienionej formie.
W 1908 ustanowiono na budynku zamku tablicę upamiętniającą wizytę cesarza Franciszka Józefa I w dniach 31 października i 1 listopada 1851. W XIX wieku zamek posiadał numer 1 w mieście (od zamku rozpoczynała się numeracja budynków).
Podczas I wojny światowej w trakcie okupacji rosyjskiej Sanoka w grudniu 1914 pomieszczenia na zamku zajmował krótkotrwale gradonaczelnik Rodionow, a na początku 1915 jego następca Popow.
Mianowany w maju 1933 biskupem ordynariuszem nowo utworzonej diecezji dla Łemków w Sanoku bp Grzegorz Łakota otrzymał siedzibę urzędu w sanockim zamku. W okresie międzywojennym od 1934 zamek pełnił funkcję Muzeum Ziemi Sanockiej, a badania z zakresu historii ziemi sanockiej prowadził Adam Fastnacht. W latach 30. II Rzeczypospolitej w budynku mieścił się Powiatowy Zarząd Drogowy, Rada Szkolna Powiatowa. Na zamku mieściło się mieszkanie starosty sanockiego.

Historyczne widoki zamku
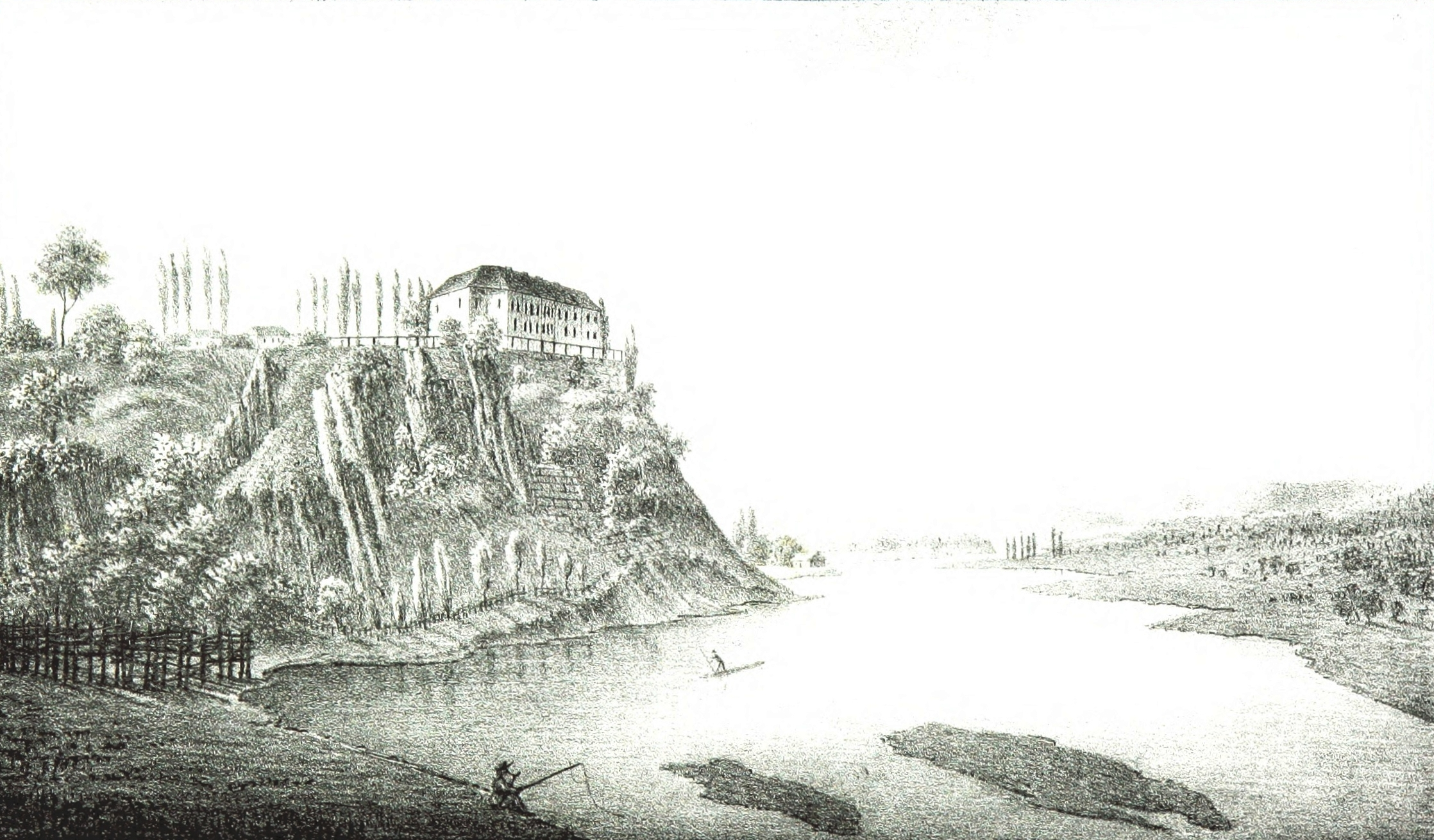
Zamek w 1847
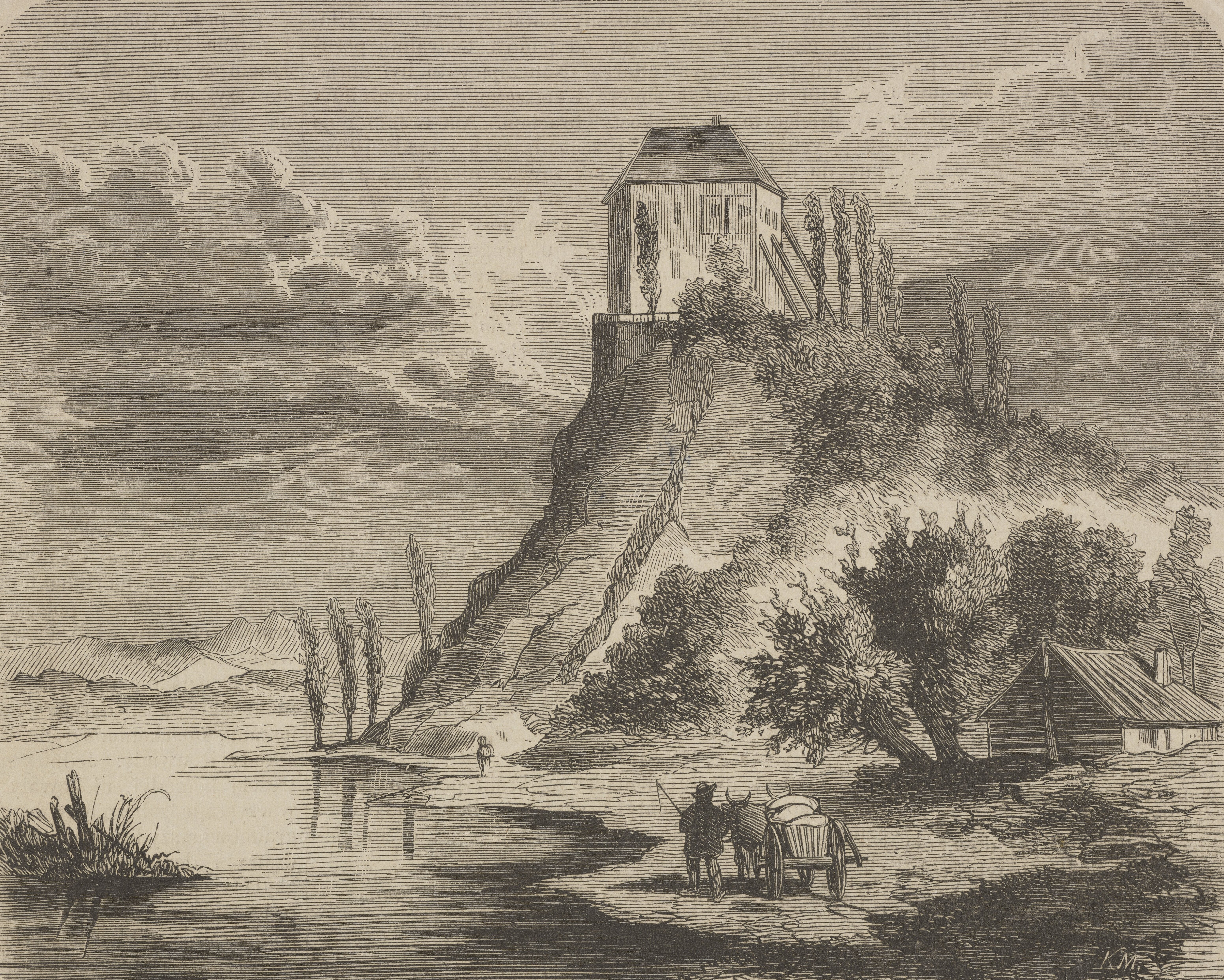
Widok zamku w Sanoku, 1863
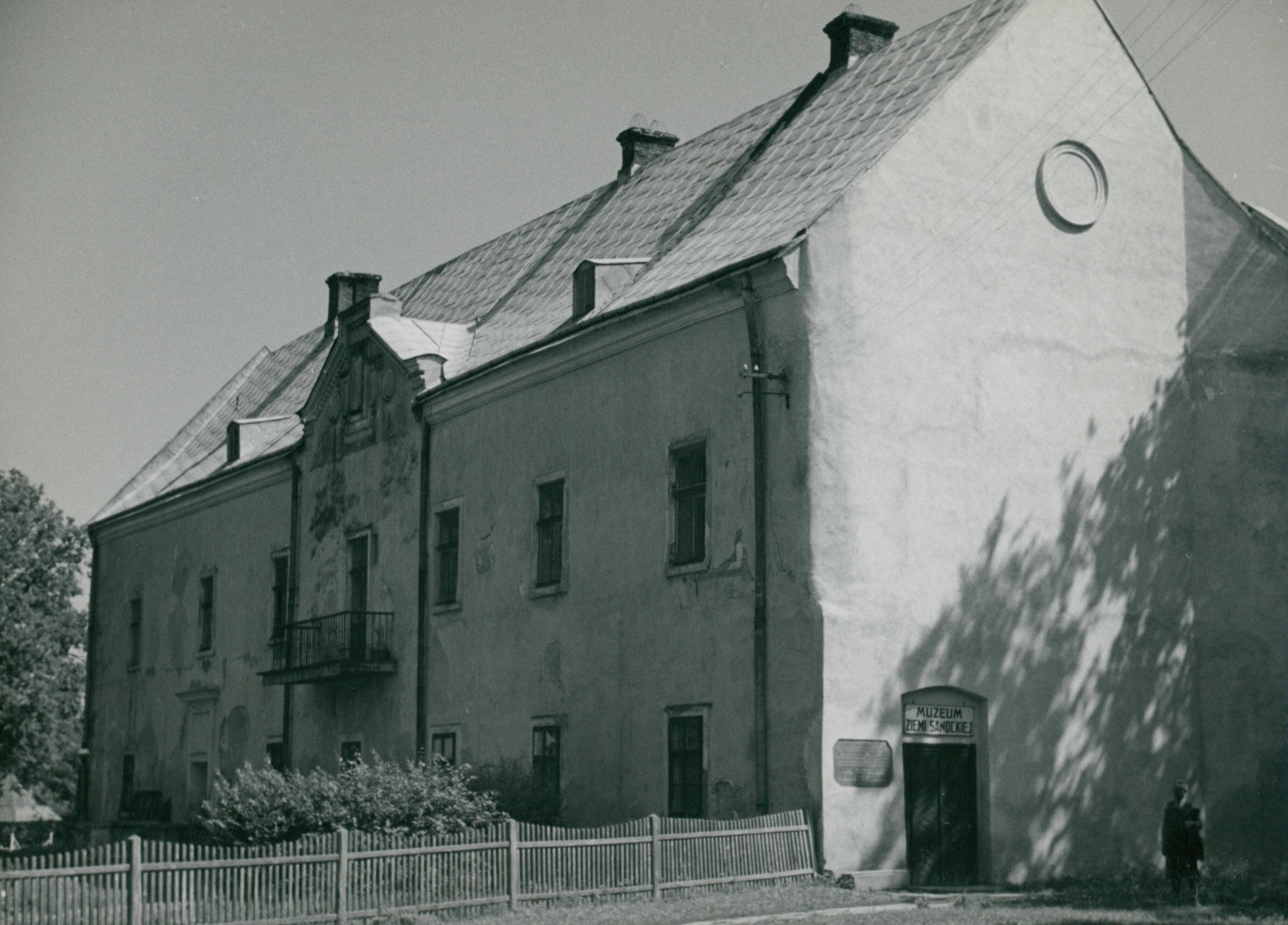
Zamek przed 1936
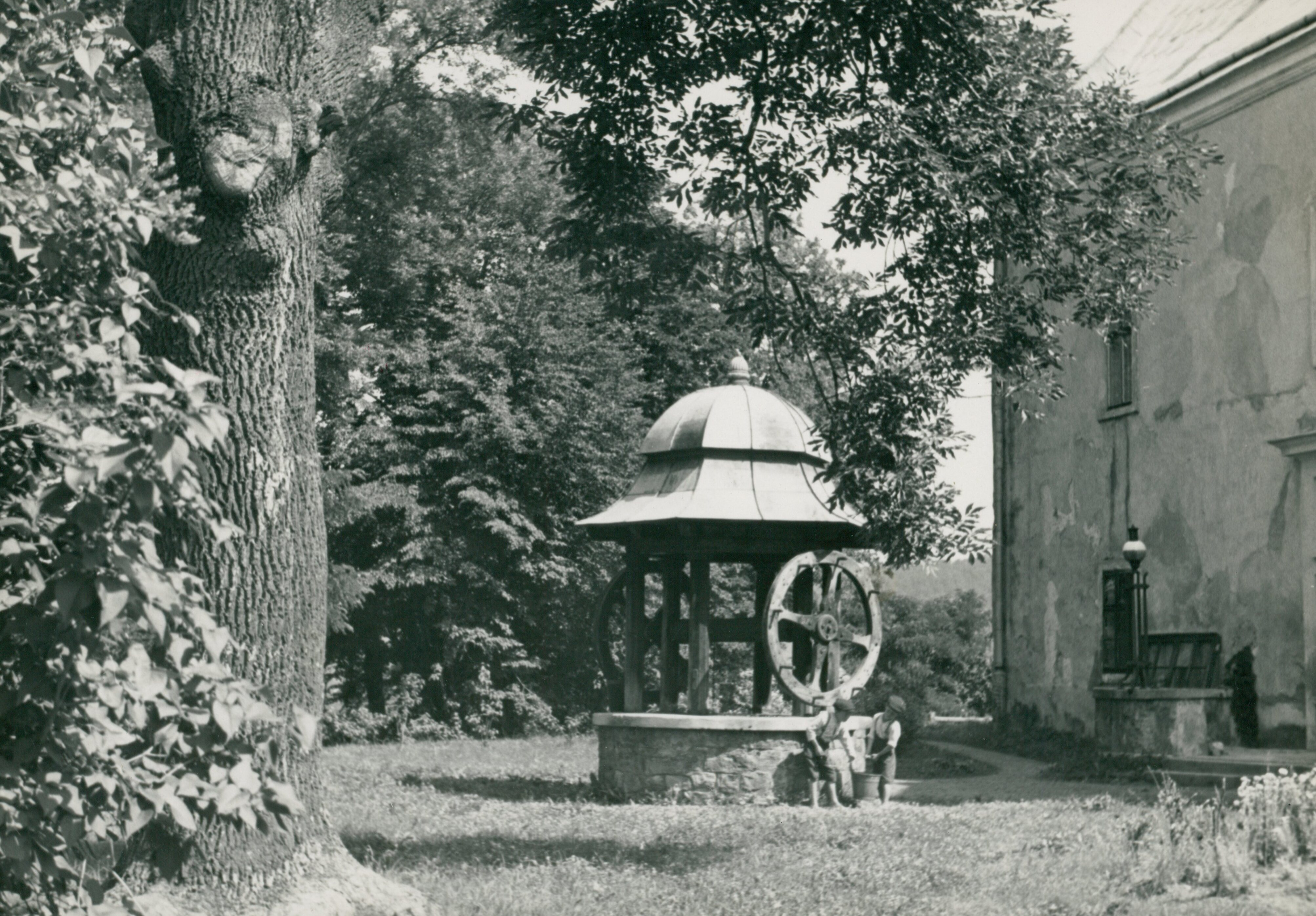
Studnia zamkowa, przed 1936

### 1939-1945

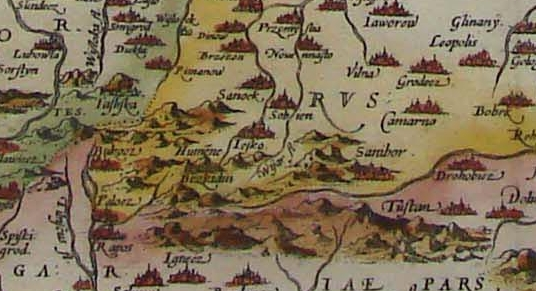
Zamki Sobień, Sanock i Lesko na mapie Wacława Grodeckiego „Poloniae finitimarumque locorum descriptio”. Antwerpia, 1579

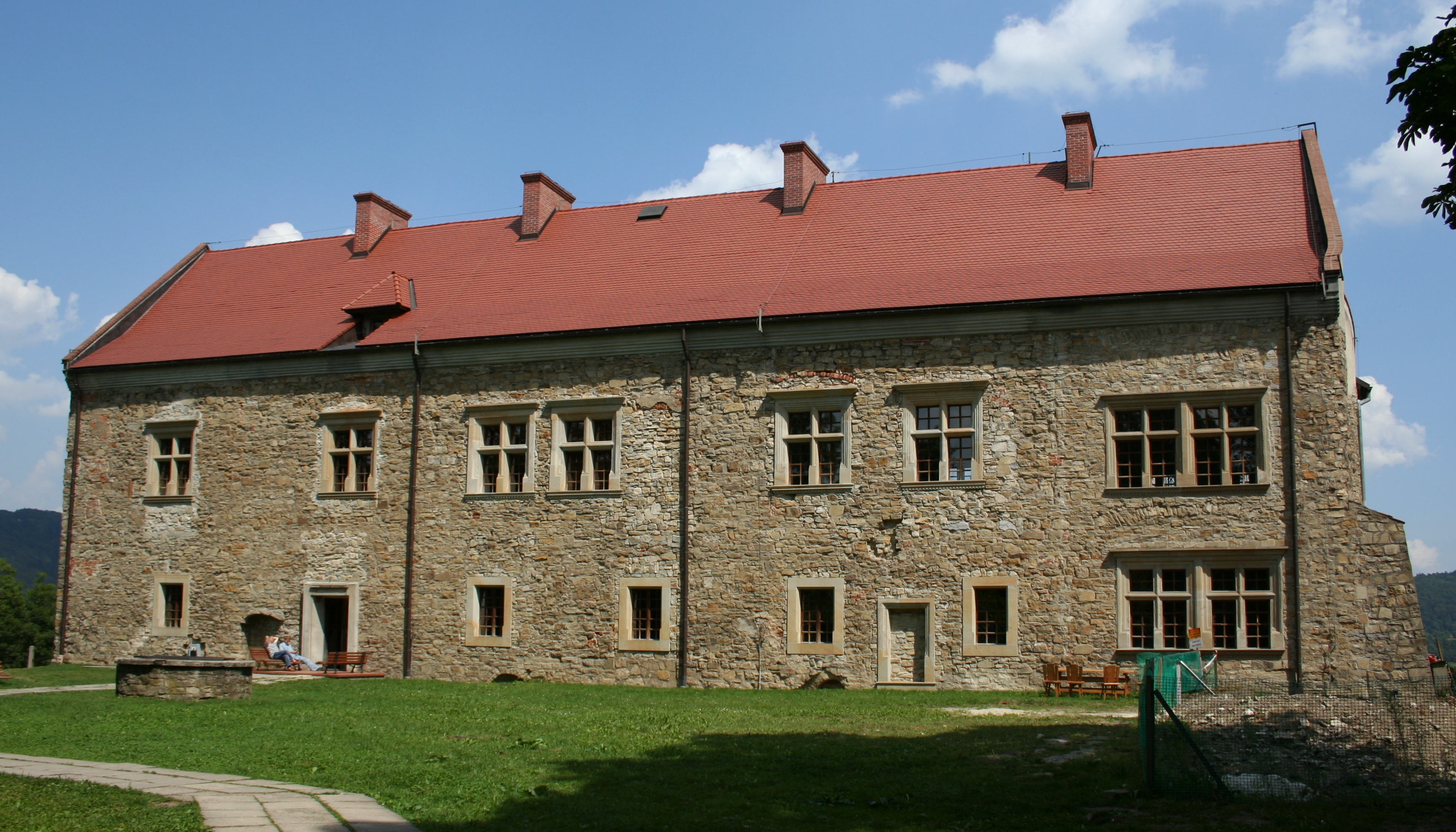
Zamek królewski w Sanoku (widok w 2007)

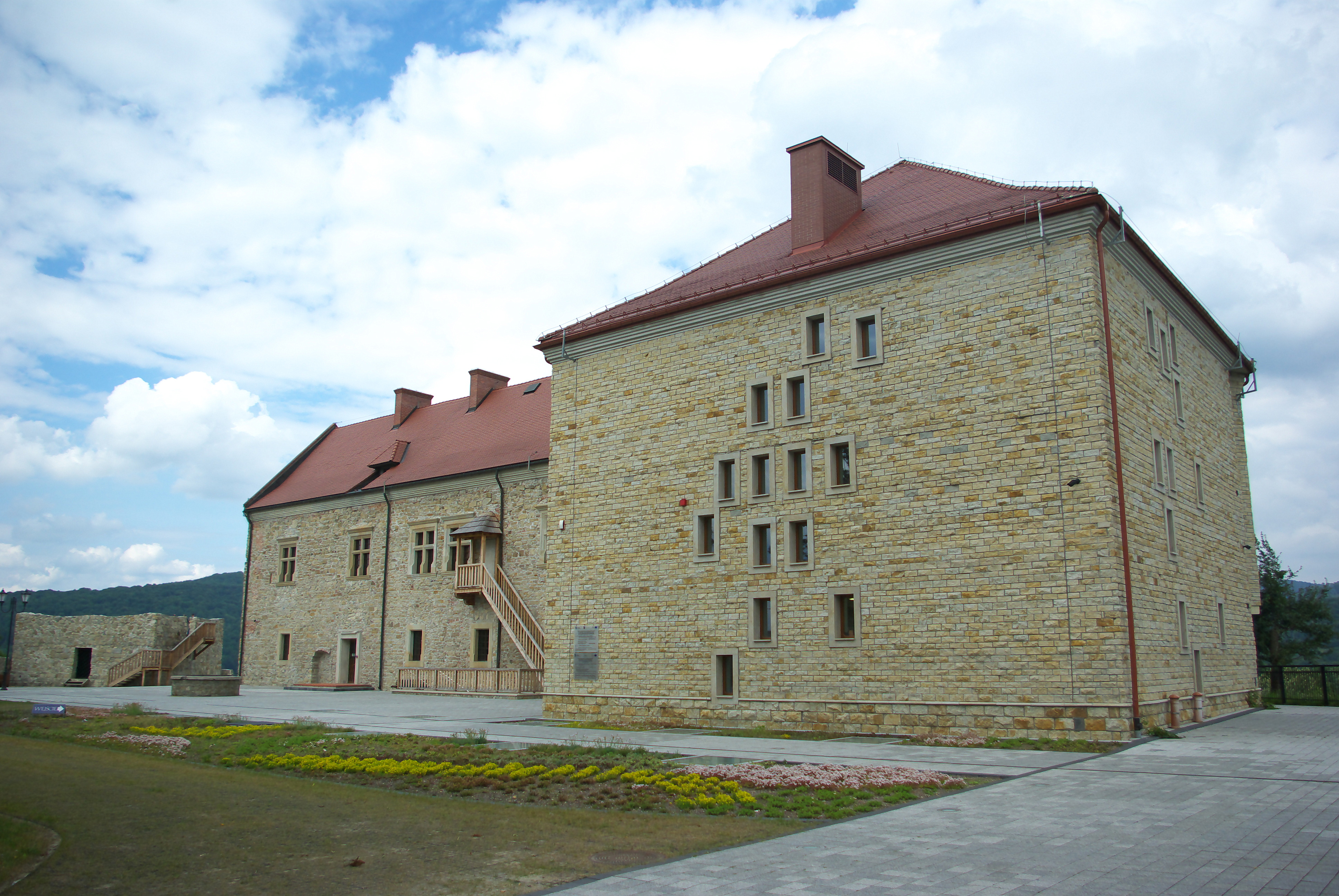
Widok zamku z dziedzińca po przebudowie (2013)

We wrześniu 1939 zamek został splądrowany, później w okresie okupacji urządzono na zamku Muzeum Łemkowszczyzny. W tym czasie do czerwca 1941 sanocki zamek znajdował się naprzeciwko Linii Mołotowa, ponieważ granica radziecko-niemiecka została wytyczona wzdłuż wschodniego podnóża zamku nad rzeką San. Niemcy wybudowali na wzgórzu zamkowym jeden z elementów systemu obrony przygranicznej – betonowy bunkier pod placem zamkowym, który wchodził w skład umocnień tzw. „Pozycji Granicznej Galicja”. Wejście do bunkra znajduje się po wschodniej i zachodniej stronie wzgórza zamkowego. W sierpniu roku 1944 lokalne władze niemieckie wywiozły z sanockiego zamku ocalałe najstarsze pamiątki kultury polskiej, część z nich została odnaleziona po wojnie w okolicach Legnicy, a następnie przekazana do AGAD i archiwum rzeszowskiego.

### 1945–2019
Do 1946 w zamku mieścił się szpital wojskowy, a następnie rusznikarnia.
W 1965 podjęto decyzję o restauracji budynku zamku. W 1972 zespół zamkowy (zamek, park zamkowy, umocnienia ziemne, resztki wałów i fosy od strony zachodniej, umocnienia obronne, studnia zamkowa oraz rejon wzgórza zamkowego), zostały włączone do uaktualnionego wówczas spisu rejestru zabytków Sanoka. Do wojewódzkiego rejestru zabytków został wpisany zamek (A-627 z 27 listopada 1952) oraz osobno pozostałości umocnień obronnych i otoczenie zamku (A-1198 z 21 listopada 2013). Do gminnego rejestru zabytków miasta Sanoka zostały wpisane zamek i studnia.
W otoczeniu zamku pod koniec XX wieku powstał budynek, który zyskał przydomek „mały zamek”.
W latach 2000–2004 na zamku prowadzone były prace renowacyjno-konserwatorskie, przebudowie uległy wnętrza zamkowe na potrzeby ekspozycji i powiększających się zbiorów muzealnych. Wyeksponowana została w tym czasie stopa fundamentowa posadowienia tzw. Wieży Kazimierzowskiej. W lutym 2010 rozpoczęto odbudowę południowego skrzydła zamku istniejącego w dawnych wiekach. Południowe skrzydło zamku zostało zbudowane przez władze austriackie na potrzeby rozbudowy siedziby cyrkułu sanockiego, a spalone przez wojska rosyjskie w roku 1915 w czasie I Wojny światowej. W kolejnych latach rozebrano ruiny pozostające po latach wojny. Projekt rewitalizacji wzgórza zamkowego z funduszy unijnych w swoich zamierzeniach miał na celu odbudowę wieży oraz skrzydła południowego zamku na potrzeby galerii im. Zdzisława Beksińskiego. Inwestycja realizowana była ze środków Europejskiego Funduszu Rozwoju Regionalnego w ramach Regionalnego Programu Operacyjnego Województwa Podkarpackiego. Koszt realizacji projektu wyniósł ponad 5 mln zł.
Do okładziny murów użyto niskiej jakości kamienia, a pewne elementy bryły, jak i sposób w jaki ułożono kamień, są ahistoryczne i spotkały się z powszechną krytyką.  Nie udało się też odbudować wieży widokowej, której brak negatywnie wpływa na wygląd całości obiektu.

### Wykopaliska archeologiczne
- w latach 1942–1943 wykopaliska archeologiczne prowadziła Iryna Dobrianska
- w latach 1961–1963 Antoni Kunysz oraz Adam Vetulani prowadzili badania archeologiczne na cmentarzysku znajdującym się przy kaplicy zamkowej[23].
- w latach 1977–1978 wykopaliska archeologiczne prowadził M. Sydoruk
- w latach 1981–1984 wykopaliska archeologiczne prowadziła M. Zielińska, badania architektoniczne J. T. Frazik; konsultacje i opinie specjalistyczne prof. dr Kazimierz Żurowski
- w latach 1997–2012 M.Zielińska-Durda, Piotr Kotowicz, Marcin Glinianowicz, Anna Orłowska–Synus; konsultacje i opinie specjalistyczne prof. dr hab. Zbigniew Pianowski[a].

W miejscu pod dziedzińcem zamku ulokowane zostały w latach 1940–1941 dwa niemieckie schrony, będące częścią „Pozycji Granicznej Galicja”; do czasu ataku III Rzeszy na Związek Radziecki funkcjonowały w ramach obrony granicy Generalnego Gubernatorstwa.